# كأس الغارفي 2005
كأس الغارفي 2005 هو الموسم 12 من كأس الغارفي. أقيم خلال الفترة 9 مارس 2005 وحتى 15 مارس 2005، وكان عدد الأندية المشاركة فيه 12، وفاز فيه منتخب الولايات المتحدة لكرة القدم للسيدات.